# 胡兆龍
胡兆龍，（1627年—1663年），字具茨（一字予衮），號宛委，浙江山陰縣（今紹興）人，順天府大興縣籍。清初政治人物。

## 生平
胡兆龍於顺治二年（1645年）举順天鄉試，順治三年（1646年）聯捷丙戌科二甲第二十一名進士。選庶吉士，习满文，散館授弘文院編修。历任湖广乡试考试官，弘文院侍讲，侍读学士，詹事府詹事，內秘書院學士，礼部右侍郎，充经筵讲官，文渊阁学士，会试主考官，顺治十八年升吏部左侍郎加太子少保。康熙元年致仕。书法摹晋人，有《息遊堂集》。

## 家族
父胡拱樞，曾任陵川县丞。

## 轶事
据《清稗类钞》：胡兆龙为庶吉士时，某日独自留在翰林院。适逢顺治帝微服入院，站在其身后。胡兆龙学习满文良久方才注意到皇帝，赶忙起身俯伏。顺治问其为何独自一人在翰林院，胡兆龙答道”他人学满文快，学完则各自有事回家。而自己愚钝，经常落后于他人，于是私下里学习补拙。”顺治嘉其勤勉，当天就下旨越级提拔为侍读学士。